# Al di là
Al di là is een Italiaans liedje geschreven door Carlo Dorida (muziek) en Mogol (tekst).

## Betty Curtis
Het was de inzending van Italië voor het Eurovisiesongfestival 1961. Het werd daar gezongen door Betty Curtis, de Britse artiestennaam van de Italiaanse Roberta Corti. Ze behaalde in Cannes waar het Eurovisiesongfestival werd gehouden de vijfde plaats. Ze had het nummer vlak daarvoor al gezongen op het Festival van San Remo, waar ze won. Curtis timmerde al sinds 1958 aan de weg. Het is zeer waarschijnlijk de enige single van Betty Curtis, die in Nederland is uitgegeven. Het platenlabel was daarbij CNR Records. Curtis haalde met Al di là de elfde plaats in de Italiaanse hitparade, succes elders bleef uit. In zowel Italië als in de Verenigde Staten werd Curtis voorbijgestreefd door zanger Emilio Pericoli. In Italië haalde hij de tweede plaats, in de Billboard Hot 100 een zesde. De Italianen in de Verenigde Staten waren kennelijk verzot op dat nummer, want ook de versies van Connie Francis (1962) en The Ray Charles Singers (1964) stegen daar de hitparade in. In de loop der jaren werden een twintigtal covers geregistreerd. Een daarvan is curieus, een opname van de Britse band The Eagles (1958-1964).
Nederland werd op dat songfestival tiende met Wat een dag van Greetje Kauffeld.

## Nederland

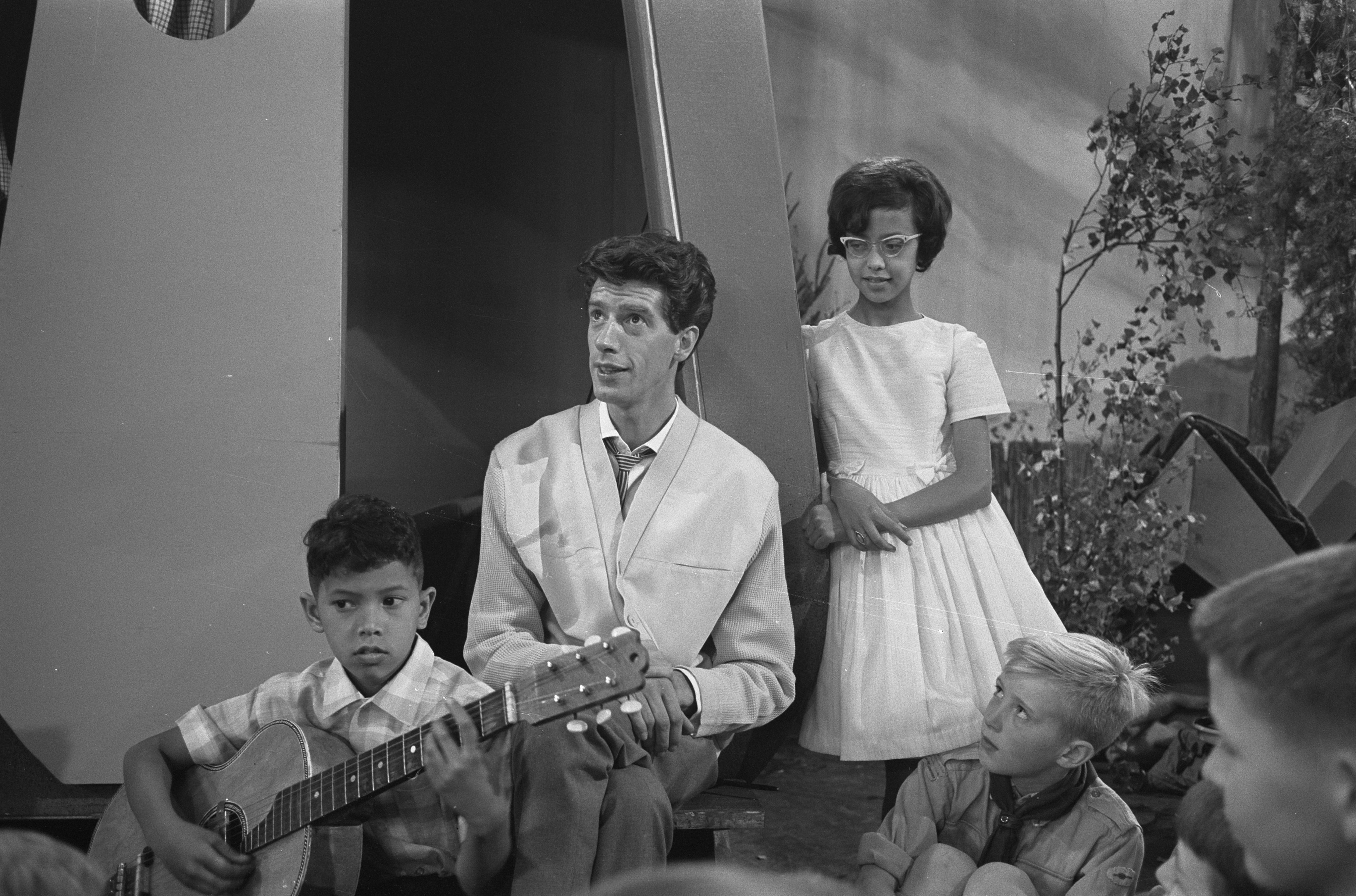
Sandra, broer Frenky bij Rudi Carell

Voor Nederland zijn drie covers bekend. Willy Alberti zong het in 1962 met het orkest van Jack Bulterman. In 1986 was André Hazes van de partij. Het liedje speelde verder een rol in de ontwikkeling van het Eurovisiesongfestival. Al di là is namelijk de debuutsingle van een zeer jonge Sandra, dan ongeveer elf. Ze had op jongere leeftijd al mee gedaan aan talentenjachten. Onder leiding van haar ontdekker, orkestleider en arrangeur Frans Kerkhof mocht ze dit liedje opnemen in de Phonogram geluidsstudio in Hilversum. Muziekproducent was Rine Geveke. In een vertaling van Stan Haag en Ad Remy wordt het op de plaat gezet. Philips Records vermeldde op de achterflap dat Willy Alberti tijdens de opnamen aanwezig was en zijn bewondering voor haar uitsprak: Ik voorspel haar een grote toekomst. Gerrit den Braber (songfestivalgoeroe) en Co de Kloet (presentator van Tijd voor Teenagers) zijn ook weg van haar. Anneke Grönloh had aanvankelijk haar twijfels, maar zag wel mogelijkheden.
Sandra Reemer zou drie keer deelnemen aan het Eurovisiesongfestival en vier keer aan het Nationaal Songfestival:
- 1970: Voorbij is de winter door Sandra Reemer op het Nationaal Songfestival 1970, Hearts of Soul wordt afgevaardigd met Waterman
- 1972: Als het om de liefde gaat als Sandra in Sandra & Andres
- 1976: The party's over als Sandra
- 1979: Colorado als Sandra onderdeel van Xandra

Sandra mocht naar aanleiding van al die positieve reacties optreden in de Rudi Carrell-show. De Arbeidsinspectie deed nog wel moeilijk maar uiteindelijk kon ze er samen met haar broetje optreden. Carell maakte toen veelal reclame voor Sandra's single. De single was te horen tijdens de uitzendingen van de Evergreen top 1000 van 2008 op Radio 5 (plaats 349).